# MZ一代
MZ一代（韓語：MZ세대）、又稱Generation MZ，是大韩民国流行全球的新造词，代表千禧一代和Z世代。
MZ一代是介于M世代和Z世代之间的一个人口统计群体。定义为1980年至2010年出生的人。他们还分为早期千禧一代（韓語：M세대，1980-1994）和晚期千禧一代（韓語：Z세대，1995-2004）。大多数MZ一代是婴儿潮一代和早期一代人的子女。
MZ一代出生在全球出生率下降的时期，子女人数比较与上一代更加稀少。
MZ Generation （页面存档备份，存于）